# Polastron, Gers
Polastron este o comună în departamentul Gers din sudul Franței. În 2009 avea o populație de 255 de locuitori.

## Evoluția populației
| An        | 1975 | 1982 | 1990 | 1999 | 2006 | 2009 |
| --------- | ---- | ---- | ---- | ---- | ---- | ---- |
| Populație | 198  | 191  | 191  | 188  | 230  | 255  |